# Эдди Брок
Э́двард Чарльз А́ллан «Э́дди» Брок (англ. Edward Charles Allan "Eddie" Brock), в прошлом[каком?] известен как Ве́ном (англ. Venom), А́нти-Ве́ном (англ. Anti-Venom), Токси́н (англ. Toxin) — суперзлодей, позже ставший антигероем комиксов издательства Marvel Comics. Был создан Дэвидом Микелайни и Тоддом Макфарлейном и дебютировал в 18-м номере комикса Web of Spider-Man (сентябрь 1986).
Персонаж обрёл широкую известность в популярной культуре: Эдди Брок появился во многих мультсериалах, полнометражных анимационных фильмах, видеоиграх и кино. Тофер Грейс исполнил роль Эдди Брока / Венома в фильме «Человек-паук 3: Враг в отражении» (2007). Том Харди сыграл Эдди Брока / Венома в медиафраншизе «Вселенная Человека-паука от Sony», а именно в фильмах «Веном» (2018), «Веном 2» (2021) и «Веном: Последний танец» (2024). Харди также появился в роли этого персонажа в сцене после титров фильма «Человек-паук: Нет пути домой» (2021), входящего в медиафраншизу «Кинематографическая вселенная Marvel» (КВМ).

## Биография
Будучи ребёнком, Эдвард Чарльз Аллан Брок рос в римско-католической семье в Сан-Франциско. Его мать умерла при его родах, а отец холодно относился к нему из-за смерти своей жены. Эдди постоянно пытался получить одобрение отца, но даже после хорошей учёбы и преуспевании в спорте, он получает только вялое от него поощрение. Брок был силён в лёгкой атлетике, однако выбрал колледж журналистики после прочтения статьи о Уотергейтском скандале. После окончания колледжа, он переезжает в Нью-Йорк и в качестве члена Ассошиэйтед Пресс получает работу журналиста в Daily Globe. Он показывает себя как очень талантливого человека, но даже после этого не получает одобрение отца. В конце концов он женится на Энн Веинг, которую привлекает своим остроумием и мягкой учтивостью.

### Соединение с симбиотом
Получив медицинский диагноз о раке, Эдди с головой погрузился в свою работу, чтобы не думать о неизбежной смерти, и начал расследование дела серийного убийцы Пожирателя Грехов. После того, как Брок опубликовал интервью с убийцей, стало известно, что настоящего Пожирателя Грехов поймал Человек-паук, а Эдди наткнулся на фальшивого убийцу, значит, его статья — полная фальшивка. Разразившийся скандал привёл к тому, что Брока уволили без рекомендаций, и ему пришлось устраиваться на работу в одну из дешёвых жёлтых газетёнок. Чтобы снять стресс, Эдди вновь принялся активно заниматься лёгкой атлетикой, доводя свою физическую форму до атлетического состояния, но злость и депрессия отпугнули его жену Энн, и она бросила его. Сломленный катастрофами в профессиональной и личной жизни, Брок решился на самоубийство и пришёл замолить этот грех в церковь, не зная, что там обитал симбиот, полностью отвергнутый Человеком-пауком. Симбиот, привлечённый вызванным болезнью повышенным содержанием адреналина и злости, слился с Броком и буквально «заморозил» развитие болезни. Брок принял это как спасение и узнал, что для пришельца он является вторым носителем после Человека-паука, следовательно, пока Паук жив, он может претендовать на владение инопланетным костюмом и лишит Эдди лекарства от рака; пришелец захотел отомстить за своё изгнание и раскрыл тайну личности Человека-паука. Эдди Брок назвал себя и пришельца Веномом (англ. Venom — рус. яд), в знак того, что всё, что им остаётся, это выплёвывать яд, отравляя жизнь. Симбиот наградил своего нового носителя суперспособностями, которые он перенял у Паука, впоследствии он с помощью Эдди развил другие способности.

### Веном
В результате своей буйной активности и многократных стычек с Человеком-пауком, Брок, отделённый от симбиота, попадает за решётку; симбиот, найдя его, устраивает побег и оставляет Эдди без ведома о своём отпрыске, объединившемся с психопатом-убийцей Клетусом Кэседи в Карнажа, ставшего впоследствии одним из главных врагов Венома. Чтобы защитить себя от новых нападений Венома, Человек-паук инсценирует свою собственную смерть, и Веном наслаждается уединением на отдалённом острове, где его снова находит Человек-паук, неспособный в одиночку справиться с Карнажем; преодолев ненависть к Пауку, Веном помогает и расправляется с Карнажем и приспешниками, после чего заключает с Пауком мирный договор и отправляется в Сан-Франциско. С этого времени Веном позиционирует себя как «смертельный защитник» невинных людей и не гнушается никакими методами расправы с теми, кого он считает угрозой обществу, в противовес супергероям. Он выступает защитником жителей подземного города, который образовался после землетрясения в Сан-Франциско 1906 года; сражается с группой охотников — «Сталкеров»; расправляется с новыми симбиотами, созданными организацией «Фонд Жизни» из его образцов; периодически сражается с Карнажем и прочими негодяями; препятствует масштабному вторжению симбиотов на Землю, сотрудничает с секретным правительственным агентством и параллельно со всем этим пытается наладить свою личную жизнь.
Ненависть Брока к Человеку-пауку возобновляется, после того, как его жена Энн видит Паука в чёрном костюме и совершает самоубийство. Эдди хочет убить Паука, но разделяется с симбиотом из-за сенатора Уорда. Позже Веном объединяется с Карнажем, чтобы победить его отпрыска — Токсина, который объединился с Человеком-пауком.
Симбиот, посчитав Брока слишком ослабленным, бросает его, но Человек-паук вновь их соединяет, чтобы Брок не умер.

### Анти-Веном
В конце концов, Брок продал симбиота Дону Фортунато. Брок появляется в больнице вместе с тётей Мэй, подстреленной снайпером Уилсона Фиска. Эдди видит неприятные галлюцинации о своей тёмной стороне. В сюжетной линии New Ways to Die Брок снова стал носителем симбиота со своим характером. Его теперь зовут Анти-Веном и он является близким другом и союзником Питера.
Он стал виджиланте и, взяв в напарники бывшую наркоманку Дженну, которую сам и излечил, начал бороться с преступностью. На одной из такой вылазок он повстречался с Карателем и вместе они расправились с бандой мексиканских наркоторговцев. Однако Дженну похитили, и Анти-Веном с Карателем объединяются, чтобы вызволить её и раз и навсегда покончить с наркобароном.
После этих событий Брок вступает в команду «Отомстителей» Саймона Уильямса / Чудо-человека, но команда вскоре потерпела поражение от рук Мстителей.
Затем Эдди вновь встречается с Человеком-пауком во время охоты на Мистера Негатива. До этого он повстречался с воскресшей Джиной ДеВульф в образе Призрака, которая также, как и он, охотилась на наркоторговцев. Анти-Веном напал на Мистера Негатива в то время, когда он уезжал из своего благотворительного фонда, и это заметил Человек-паук, не знавший о том, что Мартин Ли и Мистер Негатив — одно и то же лицо. Завязалась потасовка, во время которой Анти-Веном победил и связал Паркера. Потом, объединившись с ДеВульф, они втроём напали на Мистера Негатива, который во время схватки смог проткнуть насквозь Анти-Венома катаной, но Эдди смог это перенести, а ДеВульф показала общественности настоящее лицо Мартина Ли и троица схватила преступника.

### Паучий Остров
Во время событий «Паучьего Острова», когда все жители Манхэтанна обрели паучьи силы, подобные силам Человека-паука, Анти-Веном начал «исцелять» людей, лишая их сил, но тем самым предотвращая дальнейшие мутации. В дальнейшем об этом узнал Веном (на тот момент бывший Флешом Томпсоном) и руководство отправило его доставить Эдди Брока в «Горизонт Лаб», где Рид Ричардс искал противоядие. Веном и Анти-Веном сразились, во время схватки симбиот Томпсона перелез на Брока, помня о их сотрудничестве, однако Флеш попросил вернуться его обратно на него, что тот и сделал.
В «Горизонт Лаб» Эдди пришлось пожертвовать своим белым костюмом, чтобы изготовить достаточно противоядия для целого Манхэтанна. После того, как Человек-паук использовал окто-ботов для того, чтобы те вкололи горожанам получившуюся сыворотку, Эдди Брока признали героем.

### Охота на симбиотов и становление Токсином
Эдди Брока признали героем, однако он остался беден, и всё, что у него было, это куча оружия, оставшаяся со времён его бытности Веномом. Он начал вершить «священную миссию» против симбиотов и смог уничтожить Гибрида и Крик. Следующей целью стал Веном, его бывший симбиот. Брок напал на него, когда Томпсон совершал покушение на Мастера Преступлений, который как раз собирал свою собственную команду «Дикая Шестёрка». Эдвард сорвал это покушение, открыв по Веному огонь сонарными пулями, причинявшие вред симбиоту, однако Томпсону удалось полностью вырубить Брока и крепко связать паутиной. Этим впоследствии воспользовался Мастер Преступлений, который выбрал Эдди в качестве нового носителя для имевшегося у него симбиота. Он соединил Эдди с «внуком» Венома, Токсином, и тот вступил в Дикую Шестёрку.
Позже Токсин напал на Венома, когда тот спасал Бэтти Брант, но был вырублен сонарным балончиком, разработанный специально против симбиотов «Горизонт Лаб» и данный Бэтти Питером Паркером против Венома. Томпсон не стал его убивать и просто связал его.

### Возвращение Венома
После победы над Ли Прайсом симбиот был помещён под охрану. Эдди проник в лабораторию, вырубил охрану и украл его, снова став Веномом.

## Другие версии

### Ultimate-вселенная
Эдди Брок — студент, друг детства Питера Паркера. Их родители совместно работали над лекарством от рака. Брок показал Питеру результаты их работы — некую чёрную субстанцию, оказавшуюся на самом деле симбиотом. После того, как Питер осознаёт всю опасность этого открытия, он уничтожает субстанцию, однако Броку удаётся сохранить немного для себя. Он решает проверить, чего же так испугался Паркер. Так на свет появился Веном. Брок пытается убить Паркера, однако получает мощнейший удар током и испаряется. Позднее его удалось возродить из мёртвых в ходе генетических опытов, однако Эдди вышел из-под контроля, объединился с Карнажем и стал суперсимбиотом. Некоторое время он охотился на людей в Центральном парке, пока его не выследили и похитили агенты Латверии.

## Вне комиксов

### Телевидение
- Эдди Брок появился в нескольких сериях мультсериала «Человек-паук» (1994). Роль озвучил Хэнк Азариа[5].
- Эдди Брок также появился в мультсериалах «Непобедимый Человек-паук» и «Новые приключения Человека-паука».
- Эдди Брок появился в мультсериале «Человек-паук» (2017).

### Кино

#### Человек-паук 3: Враг в отражении
- Исполнитель роли — Тофер Грейс.

Эдди Брок / Веном становится главным злодеем фильма «Человек-паук 3: Враг в отражении» (2007). По сюжету, симбиот Веном попадает на Землю вместе с упавшим метеоритом и позже соединяется с Питером Паркером.
Сам Эдди Брок устраивается на работу в Daily Bugle и конкурирует с Питером Паркером за место штатного фотографа. Брок встречается с Гвен Стейси и фотографирует Человека-паука. Во время одной попытки запечатлеть героя, которого нужно сфотографировать в чёрном костюме-симбиоте, Человек-паук вдребезги разбивает камеру Эдди. Чтобы выйти из ситуации, Брок, взяв старый снимок Паркера, где он в обычном костюме, редактирует его и меняет цвет костюма. Эдди берут в штат, но Питер разоблачает его и унижает перед всем издательством. Брока увольняют и от него уходит Гвен. Эдди, как раз находившийся в церкви и моливший Бога убить Паркера, соединяется с симбиотом, от которого как раз избавился Паркер, благодаря колоколам церкви. Эдди, ненавидящий Паркера за то, что тот унизил его и лишил работы, объединяется с Песочным человеком и крадёт Мэри Джейн Уотсон. С помощью Нового гоблина в лице Гарри Озборна, Человеку-пауку удаётся победить Песочного человека, но Веном убивает Озборна с помощью лезвий на глайдере. Используя слабость монстра к звуковым вибрациям, Человек-паук стучит около него по алюминиевым трубам, чем отделяет Эдди Брока от симбиота. Несмотря на то, что паразит сохраняет вид костюм-подобного монстра, Человек-паук его ненадолго оглушает, затем бросает в него бомбу Гарри Озборна. Эдди в ужасе кидается к симбиоту, не желая терять силу чудовища, и погибает вместе с ним при взрыве бомбы.

#### Веном: Истина в журналистике
В 2013 году вышла короткометражка под названием «Веном: Истина в журналистике». По сюжету команда документалистов из Франции приезжает в Америку, чтобы запечатлеть будни журналиста Эдди Брока. Вскоре правда об Эдди, как и о его сомнительных методах работы, начинает выплывать наружу.

#### Вселенная Человека-паука от Sony
- Американский фильм 2018 года режиссёра Рубена Флейшера с Томом Харди в главной роли. Сценарий Скотта Розенберга, Джеффа Пинкнера и Келли Марсел основан на комиксах издательства Marvel Comics о персонаже Эдди Броке. Является первой картиной медиафраншизы «Вселенная Человека-паука от Sony», дополняющей медиафраншизу «Кинематографическая вселенная Marvel» (КВМ). В июле 2007 года продюсер Aви Арад высказал намерение снять спин-офф о Веноме с Тофером Грейсом в главной роли[7]. Гэри Росс будет сценаристом, и вероятно, режиссёром[8]. Журнал Variety сообщил, что Веном станет антигероем, а компания Marvel займётся производством фильма[9]. Сценарий будет основан на комиксе Веном: Смертоносный защитник, в котором Веном не является злодеем, а Человек-паук появляется в качестве приглашённой звезды[10].

- Харди повторил роль Эдди Брока / Венома в фильме «Веном 2» (2021)[11]. Фильм вышел в прокат в США 1 октября 2021 года, а в России — 30 сентября этого же года. После победы над Клетусом Кэседи / Карнажем, Эдди Брок и Веном переносятся в «Кинематографическую вселенную Marvel» в сцене после титров, где они становятся свидетелями того, как Джей Джона Джеймсон разоблачает тайну личности Человека-паука, как показано в фильмах «Человек-паук: Вдали от дома» (2019) и «Человек-паук: Нет пути домой» (2021).

### Компьютерные игры
- В игре «Ultimate Spider-Man» (2005) Эдди Брок / Веном является вторым игровым персонажем после Человека-паука. После прохождения сюжетной кампании появляется возможность «свободной игры» за Венома.
- В игре «Spider-Man: Web of Shadows» (2009) Веном научился создавать копии симбиотов, которые инфицируют обычных людей. Если в конце выбрать «плохую» сторону, то Человек-паук убивает Венома и получает власть над заражёнными.
- Брок также появляется в играх: «Spider-Man: The Video Game» (1991), «Spider-Man and Venom: Maximum Carnage» (1994), «Spider-Man and Venom: Separation Anxiety» (1995), «Spider-Man» (2000), «Marvel vs. Capcom: Clash of Super Heroes» (1998), «Marvel vs. Capcom 2: New Age of Heroes» (2000), «Marvel Nemesis: Rise of the Imperfects» (2005), «Marvel: Ultimate Alliance» (2006), «Spider-Man 3» (2007), «Spider-Man: Friend or Foe» (2007), «Marvel: Ultimate Alliance 2» (2009), «Spider-Man: Edge of Time» (2011), «Marvel: Avengers Alliance» (2012).

## Критика
- Бывшее альтер эго Брока, Веном, занял 22-е место в списке 100 Величайших злодеев из комиксов по версии IGN[12].
- Инкарнация Брока в виде Венома получила 33-е место в списке 50 лучших персонажей комиксов по версии журнала Empire[13].
- Тофер Грейс был номинирован в 2008 году на кинопремию MTV в номинации лучший злодей за роль Эдди Брока в фильме «Человек-паук 3: Враг в отражении».